# We Will Take You with Us
We Will Take You With Us je koncertní album/hudební DVD od nizozemské symfonic metalové, progressive metalové a gothic metalové kapely Epica vydané v září 2004 u Transmission Records.

## Seznam skladeb

### CD
1. Façade of Reality
2. Sensorium
3. Illusive Consensus
4. Cry for the Moon
5. The Phantom Agony
6. Seif al Din
7. Feint (akustická verze)
8. Run for a Fall (akustická verze)
9. Memory

### DVD
1. Introduction by Jan Douwe Kroeske
2. Façade of Reality (The Embrace That Smothers - Part V)
3. Sensorium
4. Illusive Consensus
5. Cry for the Moon (The Embrace That Smothers - Part IV)
6. The Phantom Agony
7. Seif al Din (The Embrace That Smothers - Part VI)
8. Feint
9. Run for a Fall
10. Memory (Andrew Lloyd Webber cover)
11. Making of 2 Meter Sessies
12. The Phantom Agony (videoklip)
13. Making of The Phantom Agony
14. Feint (videoklip)
15. Making of Feint (anglicky)
16. Making of Feint (nizozemsky)
17. The Voices of The Phantom Agony
18. Slide Show 2 Meter Sessies
19. Slide Show Press
20. Slide Show The Phantom Agony
21. Slide Show Feint
22. Slide Show Drawings
23. Discography
24. Weblink
25. Falsches Spiel (Credits)

## Obsazení
- Simone Simons – mezzosopránový zpěv
- Mark Jansen – kytara, growling, screaming
- Ad Sluijter – kytara
- Coen Janssen – piano, klávesy
- Yves Huts – basová kytara
- Jeroen Simons – bicí